# Ivar Olovsson
Ivar Olovsson, född 15 oktober 1928 i Rödöns församling, är en svensk kemist.
Olovsson disputerade 1960 vid Uppsala universitet och blev senare professor i oorganisk kemi i Uppsala. Han är ledamot av Vetenskapssocieteten i Uppsala sedan 1970 och av Vetenskapsakademien sedan 1974. 